# Condado de Lamar (Geórgia)
O Condado de Lamar é um dos 159 condados do estado norte-americano da Geórgia. A sede do condado é Barnesville, que é também a sua maior cidade. O condado tem uma área de 481 km², uma população de 15 912 habitantes, e uma densidade populacional de 33 hab/km² (segundo o censo nacional de 2000). O condado foi fundado em 17 de agosto de 1920 e recebeu o seu nome em homenagem a Lucius Quintus Cincinatus Lamar (1825-1893), político e jurista do estado do Mississippi, membro da Câmara dos Representantes e do Senado, foi também Secretário do Interior na primeira administração de Grover Cleveland, e juiz associado do Supremo Tribunal dos Estados Unidos.